# Heimerzheim
Heimerzheim és un antic municipi alemany que el 1969 va integrar-se en la nova municipalitat de Swisttal, al districte de Rhein-Sieg, a la baixa Renània del Nord-Westfàlia. La població era de 6.342 habitants l'1 de gener de 2008. L'assentament de Heimerzheim és esmentat per primera vegada en un document a 1074. Està regat pel riu Swist.

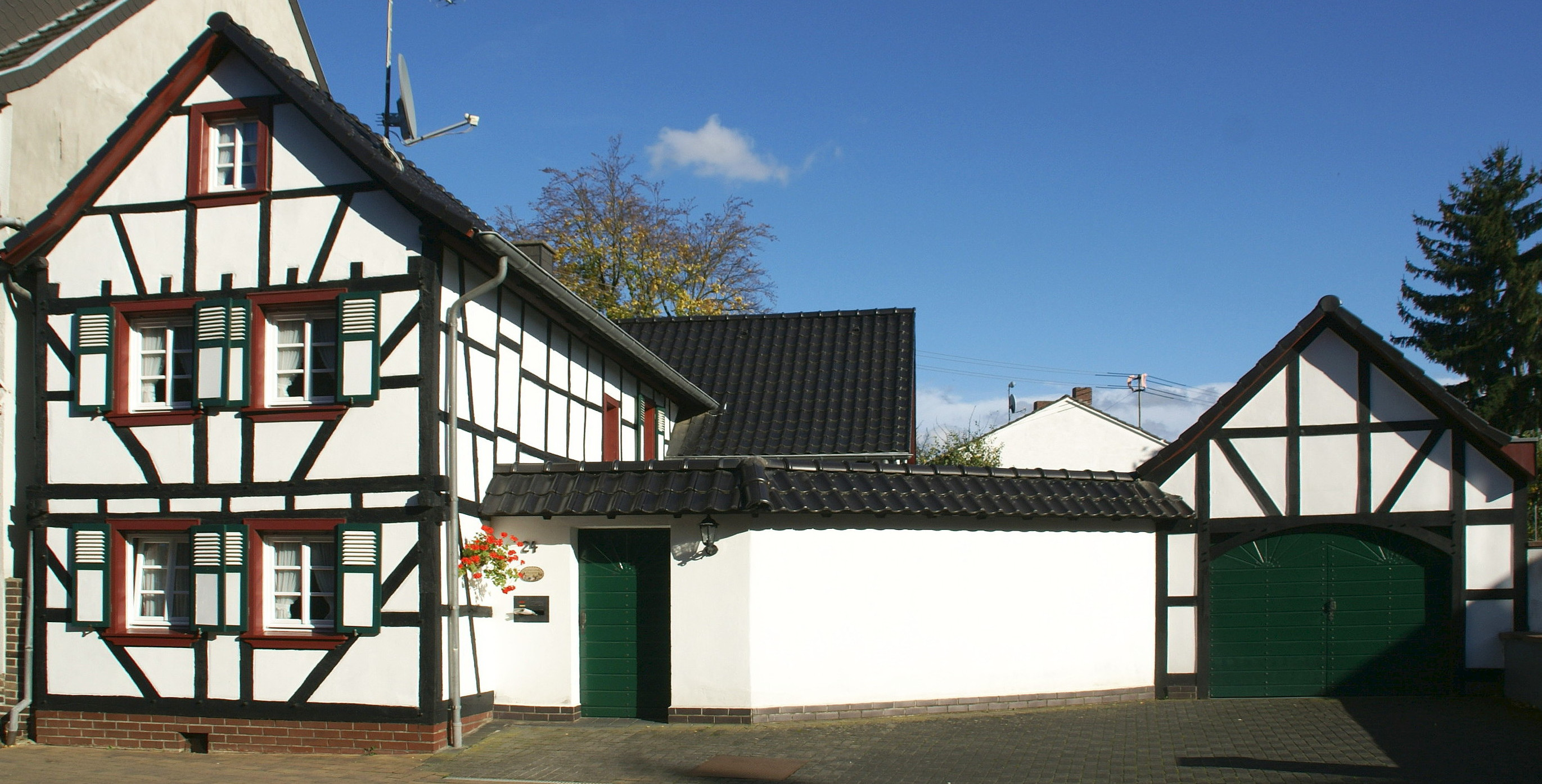
Casa d'entramat de fusta al
carrer de Colònia (Kölner Strasse)